# مسرح البلد
مسرح البلد هو مركز ثقافي فني متعدد الأغراض مقره في سينما قديمة بنيت في الاربعينات في مدينة عمان / الأردن، اعيد تهيئتها حديثاً لتصبح مساحة فنية متعددة الاستعمالات لتساهم في الحراك الثقافي والفني وتعمل على تطوير النسيج الاجتماعي للمدينة من خلال البرامج والمشاريع الفنية والثقافية بشكل عام والبرامج التي تقدم من قبل الفنانين الشباب بشكل خاص بالتعاون مع مؤسسات شريكة وعاملة في الحقل الثقافي والفني.يديره الفنان رائد عصفور.

## نبذة تاريخية
على هضبة تطل على الوسط التجاري لمدينة عمان، بمحاذاة درج قديم يصل ما بين جبل عمان/الدوار الأول ووسط البلد توجد دار للعرض السينمائي تم بناؤها في بداية الخمسينيات، وهي سينما فرساي، إحدى الشواهد الثقافية على تاريخ مدينة عمان، والتي ما زالت تعمل بآلات عرضها القديمة لغاية الآن، وجدت فيها مساحة مناسبة للمساهمة في إعادة تشكيل النسيج الثقافي ولإنتاج الأنشطة الثقافية والفنية المختلفة في عمان، ولوجود المبنى في هذه المنطقة العتيقة من عمان، والتي تعوزها مراكز تعنى بالتنمية الثقافية والمجتمعية، أهمية خاصة، والمكان المقصود هنا يحمل أرثاً لماض جـميل، يلعب مسرح البلد من خلاله دوراً رئيسياً في الحراك الثقافي في المدينة.

## البداية
كانت البداية من خلال ورشة عمل بعنوان (تطوير الأماكن الفنية البديلة) اقامها المركز العربي للتدريب المسرحي بالتعاون مع صندوق شباب المسرح العربي خلال مهرجان أيام عمان المسرحية التاسعة في شهر 3/2002، بدراسة تحويل فضاءات موجودة إلى مساحات لفنون العرض المختلفة. أشرف على هذه الورشة الخبير Gert-Ova Waagstam من السويد، والسينوغراف طارق أبو الفتوح من صندوق شباب المسرح العربي، ونظمها رائد عصفور من المركز العربي للتدريب المسرحي، وشارك فيها 11 مهندسا معماريا وفنانا ومديرا فنيا من الأردن. وقد تم في هذه الورشة اختيار سينما فرساي للعمل حولها وفيها كمشروع قابل للاستمرار والتطوير.

## الرؤية
يحمل مسرح البلد رؤية محلية وإقليمية وعالمية، إذ يشكل محطة رئيسية في تجوّل الفرق والفنانين من العالم بجهاته الأربع ونقطة التقاء ما بين الفنانين من الشرق والغرب والشمال والجنوب وما بينهم وبين الجمهور الأردني والعربي لتحقيق تواصل ونمو ثقافي وفكري وفني رفيع، مستفيدين من إمكانيات التقارب الجغرافية بين الأردن والدول العربية المجاورة. كما كان الشاعر الكبير محمود درويش يوقع مجموعاته الشعرية على خشبة مسرح البلد قبل وفاته.
وتحقق ذلك جلياً من خلال استضافة مسرح البلد لكبرى الفعاليات الفنية والثقافية. التي تجول المنطقة العربية والعالم وتلقى إقبالاً جماهيرياً منقطع النظير، موسيقى - مسرح - أفلام وابرزها: استضافة أوركسترا فلسطين للشباب، مسرحية شارون وحماتي، مسرحية بوابة فاطمة للمخرج روجيه عساف، الفنانة أميمة الخليل، الفنان مروان عبادو، الموسيقي طارق الناصر، الموسيقى كنان العظمة، الفنانة لينا شماميان، الفنان زياد سحاب، فرقة دام، بالإضافة إلى عروض أفلام رئيسية حققت نجاحاً في المنطقة مثل فيلم الفلسطينية آن ماري جاسر "ملح هذا البحر، فيلم "كما قال الشاعر" لنصري حجاج.

## المهرجانات السنوية
شهد مسرح البلد تطوراً ملحوظاً في العامين الماضيين خاصة بعد بالنجاحات الكبيرة التي بدأت المهرجانات التي يقيمها ذات الامتداد الإقليمي. أهمها:
مهرجان حكايا: يعقد سنوياً بالتعاون مع الملتقى التربوي العربي في عمان يريكز على إعادة الاعتبار للحكاية في الفن والتعلم والحياة من خلال استقطاب عروض حكواتية ومسرحية مبنية على الحكاية من مختلف الدول العربية والأوروبية. www.hakaya.org
مهرجان موسيقى البلد: مهرجان سنوي يستقطب العديد من الفرق الشبابية والفنانين في المنطقة والتي تركز على الموسيقى البديلة التي تحظى بجماهيرية عالية في المنطقة.
مهرجانات الأفلام المتنوعة مثل مهرجان الفيلم الفلسطيني، أفلام الحرب.
يعتمد المسرح في تنظيم الفعاليات على فريق عمل من المتطوعين والذي يضم أكثر من 35 شابة وفتاة. حيث يرتبط مسرح البلد بذاكرة الجيل الجديد هؤلاء الذين يجتمعون فيه لحضور فعالياته المميزة والذي جاء تميزه نتيجة لعوامل كثيرة أهمها ان الشباب هم جزء رئيسي وأساسي في تكوين النشاط.

## إنتاجات المسرح
يقوم مسرح البلد بالعمل على إنتاجات عمل مشتركة مثل عرض «الانتظار ممنوع» رقص معاصر وهو إنتاج مشترك أردني- فلسطيني- هولندي ما بين مسرح البلد وفرقة الفنون الشعبية الفلسطينية ومهرجان الرقص على الحافة وليجراند كور في هولندا، تم عرضه في الدول الثلاث المشاركة. بالإضافة إنتاج العرض المسرحي المنوع بالتعاون مع مجموعة آت «تمن بنات» من إخراج لانا ناصر.

## مجلة وأو البلد
توج مسرح البلد إنجازاته في تحقيق حراك ثقافي في المملكة من خلال إصدار مطبوعة تعد الأولى من نوعها في الأردن متخصصة في رصد الفعاليات الثقافية والفنية في المملكة تصدر باللغتين العربية والإنجليزية مطلع كل شهر «أجندة واو البلد» تترأس سيرين حليلة إدارة فريق التحرير الذي يتألف من لينا عجيلات، سعاد نوفل.
www.al-balad.org\